# Hlošina
Hlošina (Elaeagnus) je rod rostlin z čeledi hlošinovité (Elaeagnaceae). Hlošiny jsou keře, stromy a výjimečně i dřevnaté liány s jednoduchými stříbřitými listy. V květech chybí koruna a nahrazuje ji čtyřčetný kalich. Rod zahrnuje celkem asi 90 druhů a je rozšířen v mírných oblastech severní polokoule s přesahem do tropického pásu v Asii a Austrálii. V Evropě je domácí jediný druh, hlošina úzkolistá. Pochází ze Středomoří a je pěstována i v ČR. Jako okrasné dřeviny se pěstují i další druhy hlošin. Některé mají také jedlé plody.

## Popis
Hlošiny jsou opadavé nebo stálezelené stromy, keře nebo výjimečně i dřevnaté liány s jednoduchými střídavými listy. Charakteristické je pro ně stříbřité až hnědavé odění z hvězdovitých až štítnatých chlupů. Některé druhy mají trny vzniklé přeměnou zkrácených větévek. Listy jsou jednoduché a většinou celokrajné, řapíkaté. Květy jsou pravidelné, oboupohlavné, jednotlivé nebo častěji nahloučené na zkrácených větévkách, často vonné. Kalich je srostlý, trubkovitý, čtyřčetný (výjimečně více, až osmičetný), zakončený rozestálými cípy. Kalich bývá z vnitřní strany barevný (bílý, smetanový nebo žlutý) a nahrazuje chybějící korunu. Tyčinky jsou 4, jsou připojeny v ústí kališní trubky a střídají se s kališními cípy. Semeník je svrchní, s jedním pouzdrem obsahujícím jediné vajíčko. Čnělka je čárkovitá a nevyčnívá z květu. Plod je kulovitá až oválná pseudopeckovice obklopená zdužnatělou kališní trubkou. U čínského druhu Elaeagnus mollis je plod podélně křídlatý. Plody obsahují jedinou a často podélně rýhovanou pecku.

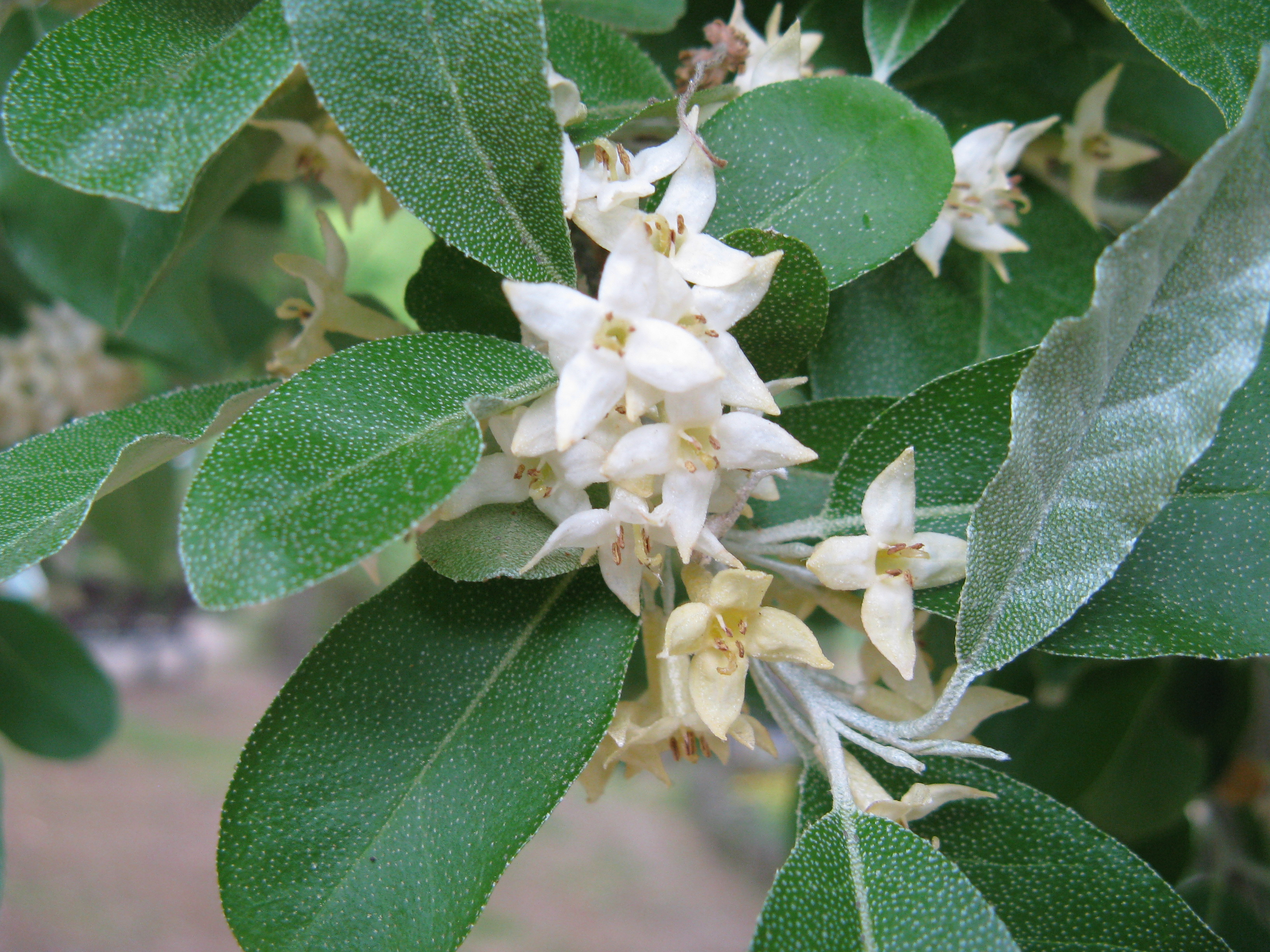
Květy hlošiny okoličnaté (Elaeagnus umbellata)
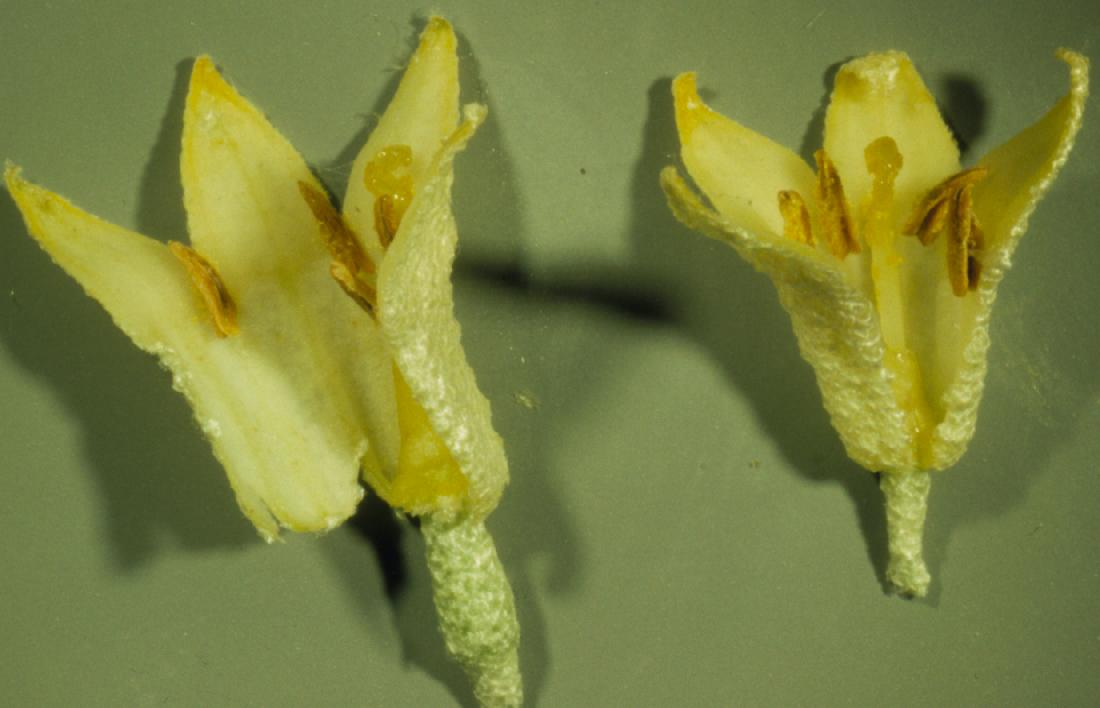
Detail květů hlošiny úzkolisté
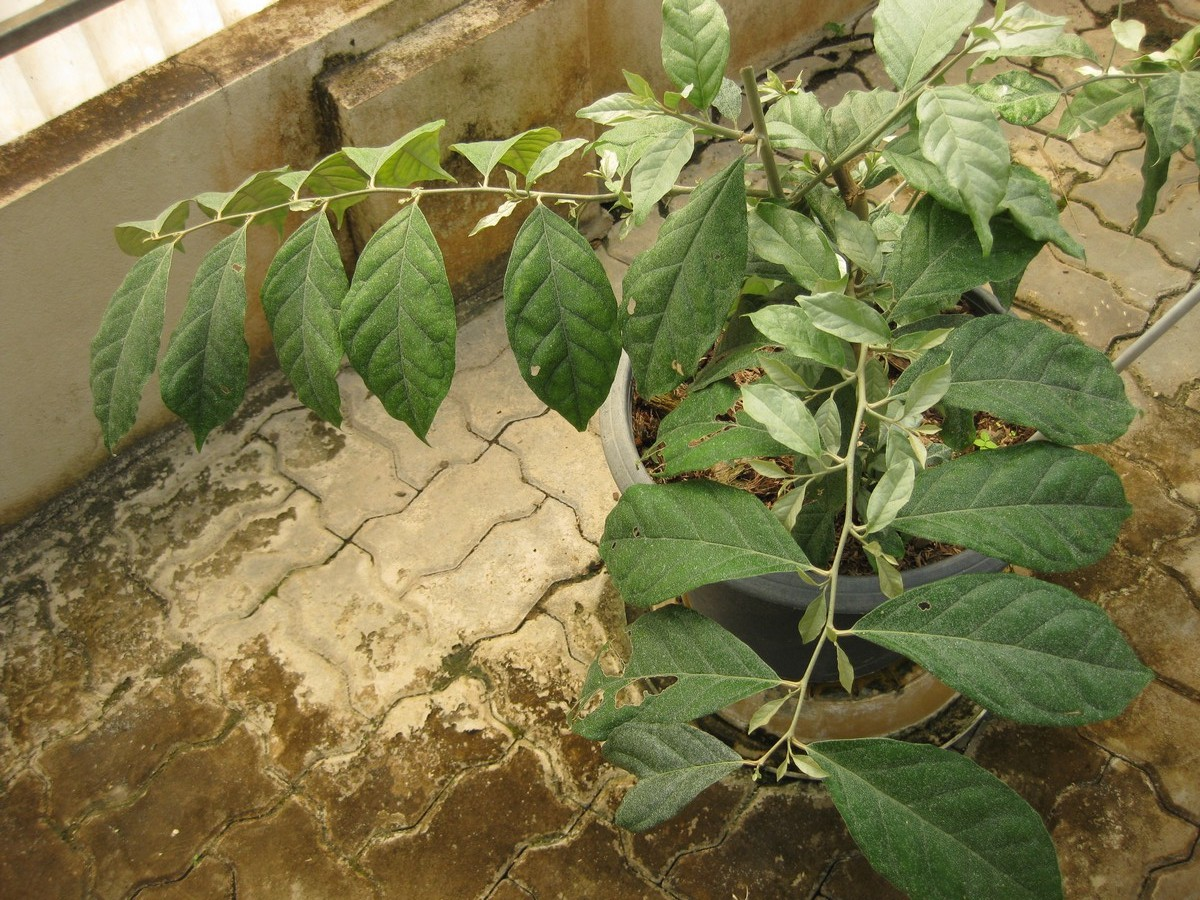
Tropická hlošina Elaeagnus latifolia
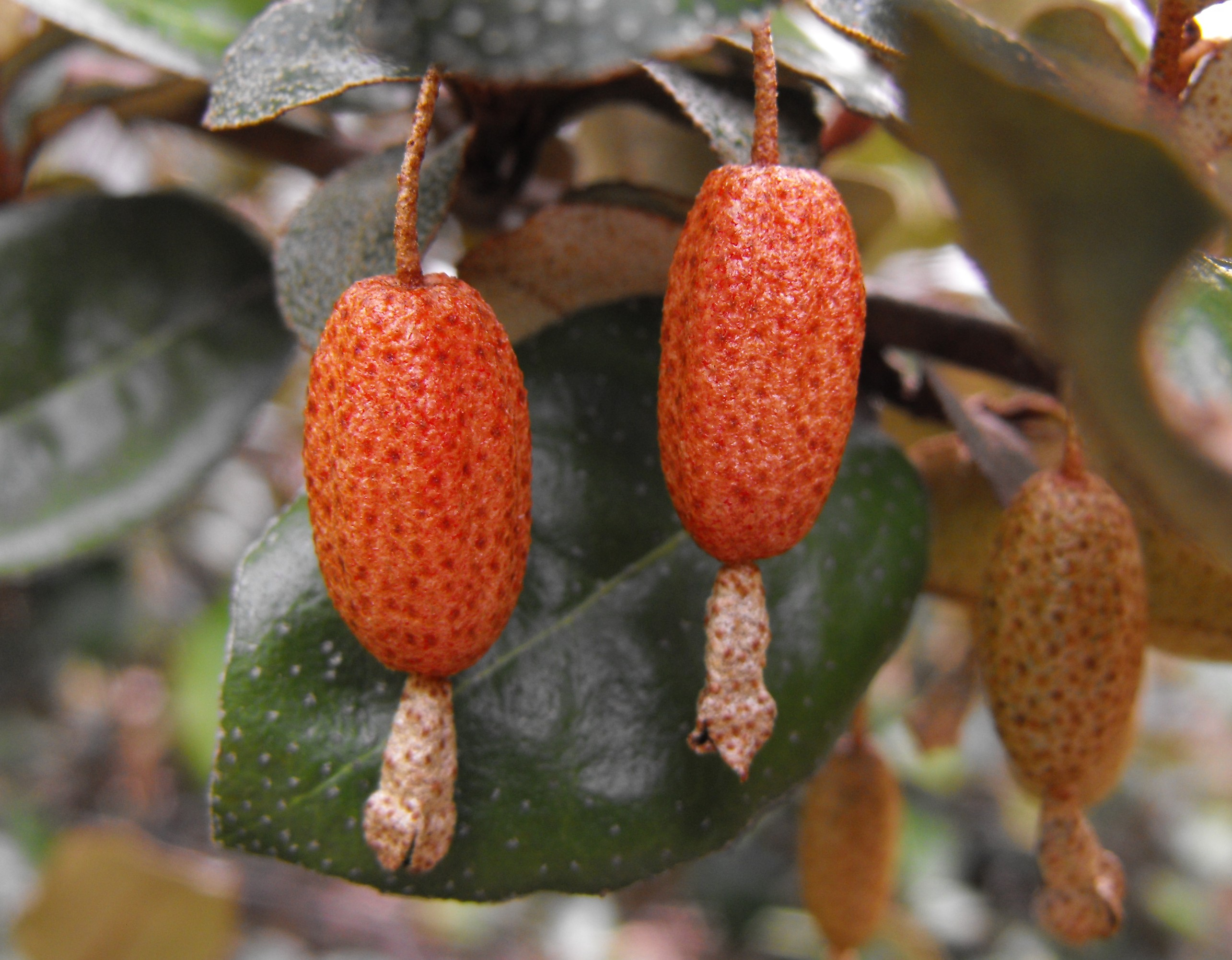
Detail plodů hlošiny pichlavé (Elaeagnus pungens)

## Rozšíření
Rod hlošina zahrnuje asi 90 až 104 druhů. Je rozšířen od východní Evropy po jihovýchodní Asii a sv. Austrálii a v Severní Americe. Nejvíce druhů se vyskytuje v Asii, jen ze samotné Číny je udáváno 67 druhů, z toho je 55 endemických. V Evropě je domácí jediný druh, hlošina úzkolistá (Elaeagnus angustifolia). Přirozeně je rozšířena ve východní Evropě a Asii, je však pěstována i v České republice a občas zplaňuje. Taktéž v Severní Americe je domácí jediný druh, hlošina stříbrná (Elaeagnus commutata). Některé pěstované druhy v různých částech světa zplaňují a mohou se stát invazivními dřevinami.
V Asii a Austrálii přesahuje areál rozšíření rodu hlošina i do tropického pásu. Druhy Elaeagnus conferta a E. latifolia jsou rozšířeny od Indie po jihovýchodní Asii, Elaeagnus triflora od jihovýchodní Asie po sv. Austrálii (Queensland). Tyto druhy rostou jako dřevnaté liány v nížinných a montánních tropických vlhkých lesích.

## Zástupci
- hlošina Ebbingeova (Elaeagnus x ebbingei)
- hlošina mnohokvětá (Elaeagnus multiflora)
- hlošina okoličnatá (Elaeagnus umbellata)
- hlošina pichlavá (Elaeagnus pungens)
- hlošina stříbrná (Elaeagnus commutata)
- hlošina úzkolistá (Elaeagnus angustifolia)
- hlošina velkolistá (Elaeagnus macrophylla)[7][8]

## Význam
Hlošiny jsou pěstovány jako okrasné dřeviny, odolné vůči suchu i imisím. V České republice je nejčastěji pěstována hlošina úzkolistá (Elaeagnus angustifolia). Z dalších druhů se pěstuje zejména hlošina mnohokvětá (E. multiflora), hlošina pichlavá (E. pungens), hlošina okoličnatá (E. umbellata) a severoamerická hlošina stříbrná (E. commutata). Některé druhy, např. hlošina mnohokvětá (E. multiflora), mají jedlé plody. V různých kultivarech se pěstuje také hlošina Ebbingeova, kříženec hlošiny velkolisté a hlošiny pichlavé.

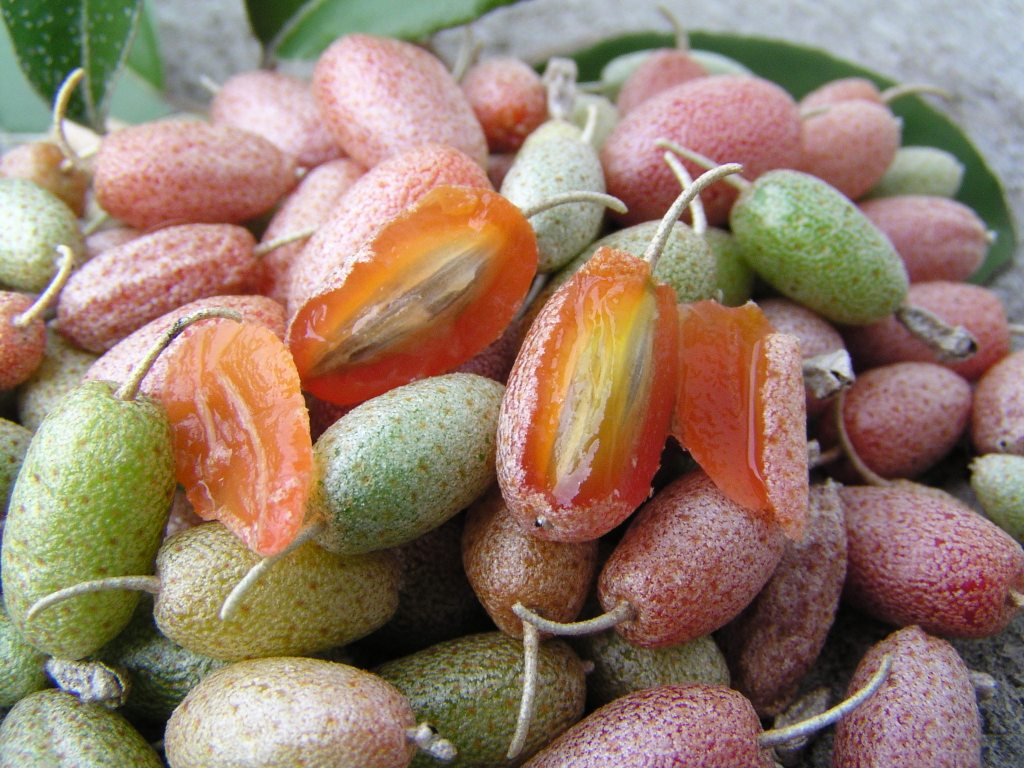
Plody hlošiny Ebbingeovy (Elaeagnus x ebbingei)
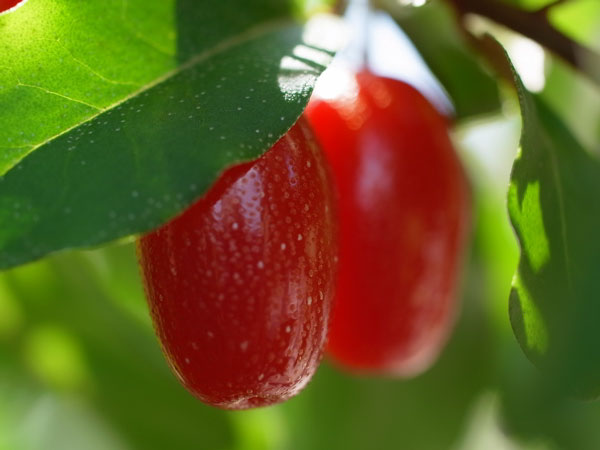
Jedlé plody hlošiny mnohokvěté (E. multiflora var. hortensis)
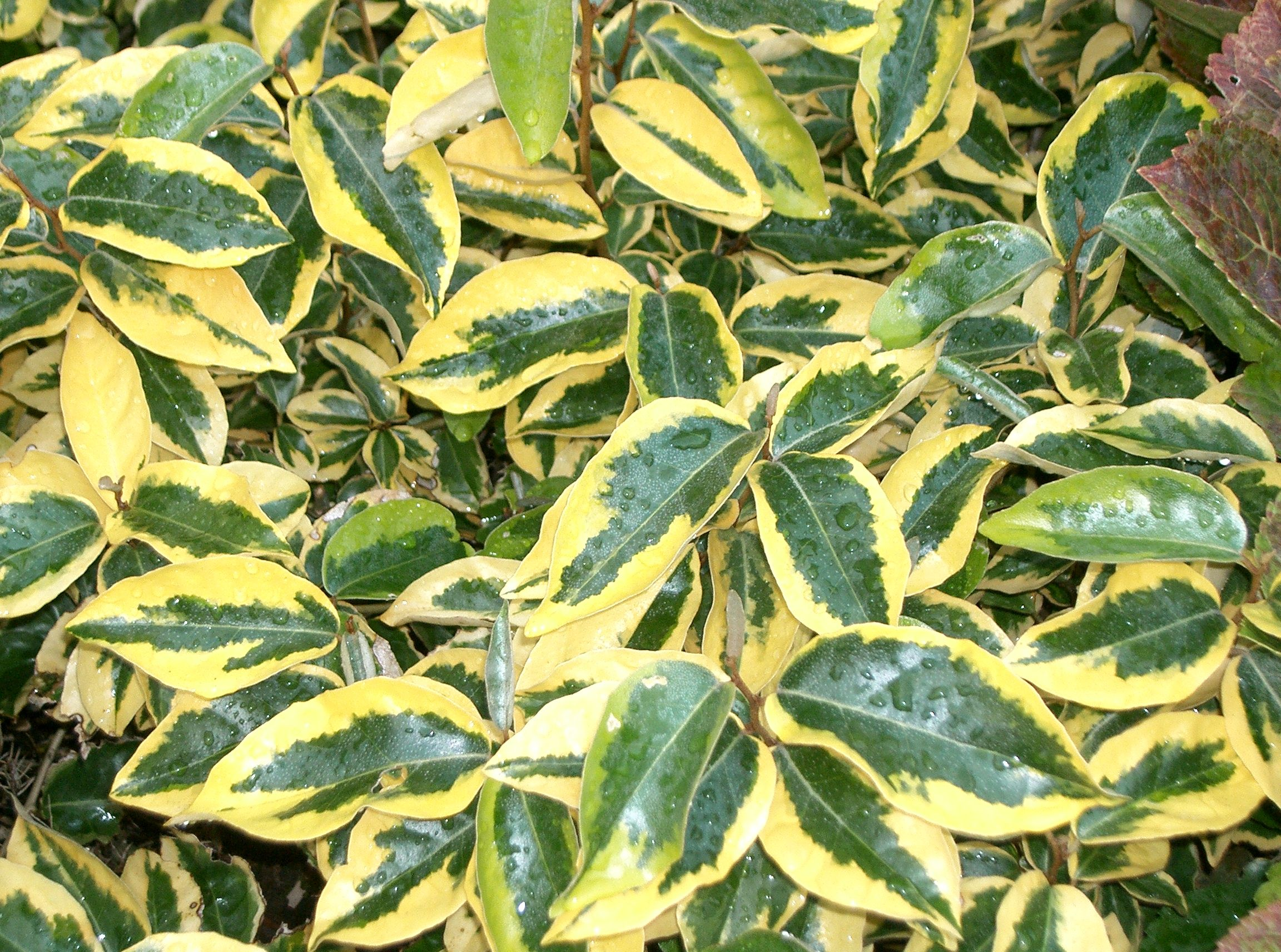
Okrasný kultivar hlošiny Ebbingeovy (Elaeagnus x ebbingei) 'Gilt Edge'